# Rupeni Varea
Rupeni Varea (* 13. August 1968 in Oinafa) ist ein ehemaliger fidschianischer Gewichtheber.
Er nahm 1996 an den Olympischen Spielen in Atlanta teil und belegte den 17. Platz in der Klasse bis 83 kg. Bei den Commonwealth Games 1998 in Kuala Lumpur wurde er Fünfter in der Klasse bis 85 kg. 2000 war er bei den Ozeanmeisterschaften Vierter im Reißen. Bei den Südpazifikspielen 2003 gewann er in Suva Bronze im Zweikampf und im Reißen und Silber im Stoßen in der Klasse bis 105 kg. Allerdings wurde er wegen eines Dopingverstoßes bis 2005 gesperrt.